# 玫瑰聖母堂 (阿斯馬拉)
玫瑰聖母堂（義大利語：Chiesa della Beata Vergine del Rosario）是厄立特里亞首都阿斯馬拉的一所天主教聖堂，屬厄立特里亞禮天主教阿斯馬拉都主教區，主保聖人為玫瑰聖母。
座堂是由義大利殖民當局花六年時間興建的，於1922年祝聖啟用。座堂以倫巴第羅曼式風格興建，有高達52公尺的鐘樓，可俯瞰市區景色。座堂附設一所小學，以及男、女修院各一座，都是在座堂興建之前就已經存在。
1995年前聖堂是拉丁禮的天主教阿斯馬拉宗座代牧區的主教座堂。目前都主教區座堂是慈悲之約主教座堂，但現在當地人仍稱本堂為「主教座堂」。